# Bjoern Koerdt
Bjoern Koerdt (Leeds, 20 juli 2004) is een Brits wielrenner.

## Carrière
Als tweedejaars junior, in 2022, werd Koerdt onder meer twaalfde in het eindklassement van de Acht van Bladel en dertiende in de Trofeo Buffoni.
Vanwege zijn prestaties in met name het Franse amateurcircuit in 2023, mocht Koerdt aan het eind van dat jaar stage lopen bij Team dsm-firmenich PostNL. Tijdens die stageperiode nam hij deel aan onder meer de Ronde van Duitsland en de Ronde van Langkawi. Na zijn stage werd hij in 2025 bij Team Picnic PostNL, zoals de ploeg inmiddels heette. Zijn debuut in de World Tour maakte hij in januari in de Tour Down Under.

## Palmares

### Overwinningen
2021
Jongerenklassement Ronde van Valromey
2022
2e etappe Gipuzkoa Klasika

### Resultaten in voornaamste wedstrijden
| Jaar | Milaan-San Remo | Strade Bianche | Waalse Pijl |
| ---- | --------------- | -------------- | ----------- |
| 2025 | 90e             | 77e            | 64e         |

## Ploegen
- 2024 –  Team dsm-firmenich PostNL (stagiair vanaf 1 augustus)
- 2025 –  Team Picnic PostNL

Andresen · Bardet · Barguil · Van den Berg · Bevin · Bittner · Van den Broek · Combaud · Degenkolb · Dinham · Eddy · Edmondson · Eekhoff · Hamilton · Jakobsen · Leemreize · Leijnse · Liepiņš · Märkl · Naberman · Onley · Poole · Roosen · Tusveld · van Uden · Vermaerke · Welten · Koerdt (stagiair)